# Honda Pegasus
Honda Pegasus – prototypowy samochód wyścigowy przyszłości zaprojektowany przez Rumuna – Andrusa Cipriana.
Auto posiada futurystyczne kształty. W kabinie znajduje się jedynie jedno miejsce, a silnik auta od dzisiejszych rozwiązań odbiega jednoznacznie. Konstruktorzy zamontowali w Pegasusie silnik odrzutowy. Szereg spoilerów ma pomóc utrzymać auto w odpowiedniej trakcji i przyczepności. Auto przypomina bolid F1.